# Stekelruwhaai
De stekelruwhaai (Oxynotus bruniensis) is een vis uit de familie van ruwhaaien (Oxynotidae) en behoort derhalve tot de orde van doornhaaiachtigen (Squaliformes). De vis kan een lengte bereiken van 60 centimeter.

## Leefomgeving
De stekelruwhaai is een zoutwatervis. De vis prefereert diep water en leeft hoofdzakelijk in de Grote Oceaan. De soort komt voor op dieptes tussen 45 en 1070 meter.

## Relatie tot de mens
De stekelruwhaai is voor de visserij van geen belang. In de hengelsport wordt er weinig op de vis gejaagd.